# Леман, Карл (археолог)
Карл Лео Генрих Леман (нем. Karl Leo Heinrich Lehmann; 27 сентября 1894, Росток, Германия — 17 декабря 1960, Базель, Швейцария) — американский историк искусства и археолог немецкого происхождения. Известен археологическими работами в Самотраки, Греция. С 1935 года был профессором Института изящных искусств Нью-Йоркского университета, основателем и директором Фонда археологических исследований университета.

## Биография
Карл Леман родился 27 сентября 1894 года в Ростоке, Германия, в еврейской семье лютеранского вероисповедания. Он был сыном художницы Генриетты (Хенни) Леман (1862—1937) и юриста Карла Лемана (1858—1918), его сестрой была известная исследовательница культуры этрусков, лингвист Ева Физель.
Леман учился в университетах Тюбингена, Геттингена и Мюнхена. Во время Первой мировой войны с 1917 по 1918 год служил дешифровщиком при турецком военно-морском командовании.
В 1920 году Леман женился на Эльвине Хартлебен, но брак закончился разводом в 1944 году. Некоторое время он использовал двойную фамилию Леман-Хартлебен (Lehmann-Hartleben).
В 1922 году Леман-Хартлебен получил докторскую степень в Берлинском университете. Его диссертация 1923 года называлась «Античные портовые сооружения Средиземноморья: вклад в историю городского строительства в древности» (Die antiken Hafenanlagen des Mittelmeeres: Beiträge zur Geschichte des Städtebaues im Altertum), его руководителем был Ульрих фон Виламовиц-Меллендорф.
В 1923 году он работал в Германском археологическом институте в Афинах (DAI), а затем, в 1924 году, в Германском археологическом институте в Риме. С 1925 по 1929 год Леман преподавал археологию в Гейдельбергском университете. Затем с 1929 по 1933 год занимал должности директора археологического музея и профессора археологии в Мюнстерском университете. В апреле 1933 года, когда он проводил раскопки в Помпеях, был уволен нацистами по причине еврейского происхождения и либеральной политической позиции.
Два года Карл Леман провёл в Италии. В 1935 году он эмигрировал в Соединенные Штаты Америки и стал профессором Института изящных искусств Нью-Йоркского университета, работая под руководством Уолтера Уильяма Спенсера Кука.
В 1944 году стал гражданином США. В том же 1944 году он женился на археологе Филлис Уильямс, принимавшей участие в раскопках в Самофракии под его руководством.
Леманн был основателем и директором Фонда археологических исследований в Нью-Йоркском университете. В 1946 году Леман вместе с Ричардом Краутхаймером и Фрицем Закслем создал «Перепись античных произведений искусства и архитектуры, известных в эпоху Возрождения» (Census of Antique Works of Art and Architecture Known in the Renaissance).
Он умер 17 декабря 1960 года в Базеле, Швейцария. Среди учеников Лемана были Филлис Прей Бобер, Отто Брендель, Блюма Л. Трелл, Тереза Гоэлл и другие.

## Основные публикации
- Античные портовые сооружения Средиземноморья: вклад в историю городского строительства в древности (Die antiken Hafenanlagen des Mittelmeeres: Beiträge zur Geschichte des Städtebaues im Altertum). — Leipzig, 1923
- Колонна Траяна: римское произведение искусства начала поздней античности (Die Trajanssäule: Ein römisches Kunstwerk zu Beginn der Spätantike). — Vol. 1. — Berlin, 1926
- Колонна Траяна: римское произведение искусства начала поздней античности (Die Trajanssäule: Ein römisches Kunstwerk zu Beginn der Spätantike). — Vol. 2. — Leipzig, 1926
- Томас Джефферсон: Американский гуманист (Thomas Jefferson: American Humanist). — Volume 181 of Phoenix Books. — Macmillan, 1947
- Самофракия: Гиерон. Самофракия: раскопки, проведенные Институтом изящных искусств Нью-Йоркского университета (Samothrace: The Hieron. Samothrace: Excavations Conducted by the Institute of Fine Arts of New York University). — Vol. 3, Part 2. — Pantheon Books, 1959